# Интернациональный (Октябрьский район)
Интернациональный — посёлок в Октябрьском районе Ростовской области.
Входит в состав Краснокутского сельского поселения.

## География

### Улицы
| - ул. Вишневая, - ул. Восточная, - ул. Дружелюбная, - ул. Железнодорожная, - ул. Заречная, - ул. Зелёная, | - ул. Кленовая, - ул. Короткая, - ул. Майская, - ул. Молодёжная, - ул. Мостовая, - ул. Садовая, | - ул. Степная, - ул. Харьковская, - ул. Ясеневая, - пер. Гаражный, - пер. Короткий, - пер. Шахтерский. |

## Население
| 2010 |
| ---- |
| 1329 |

### Известные люди
В поселке Интернациональный (7-й совхоз) на улице Садовая д. 41 проживала и работала ветеран труда и труженик тыла Васильева Александра Николаевна (01.05.1924 — 07.02.2009).